# باد دورنبرگ
شهر باد دورنبرگ در ایالت زاکسن-آنهالت در کشور آلمان واقع شده است.

## نگارخانه

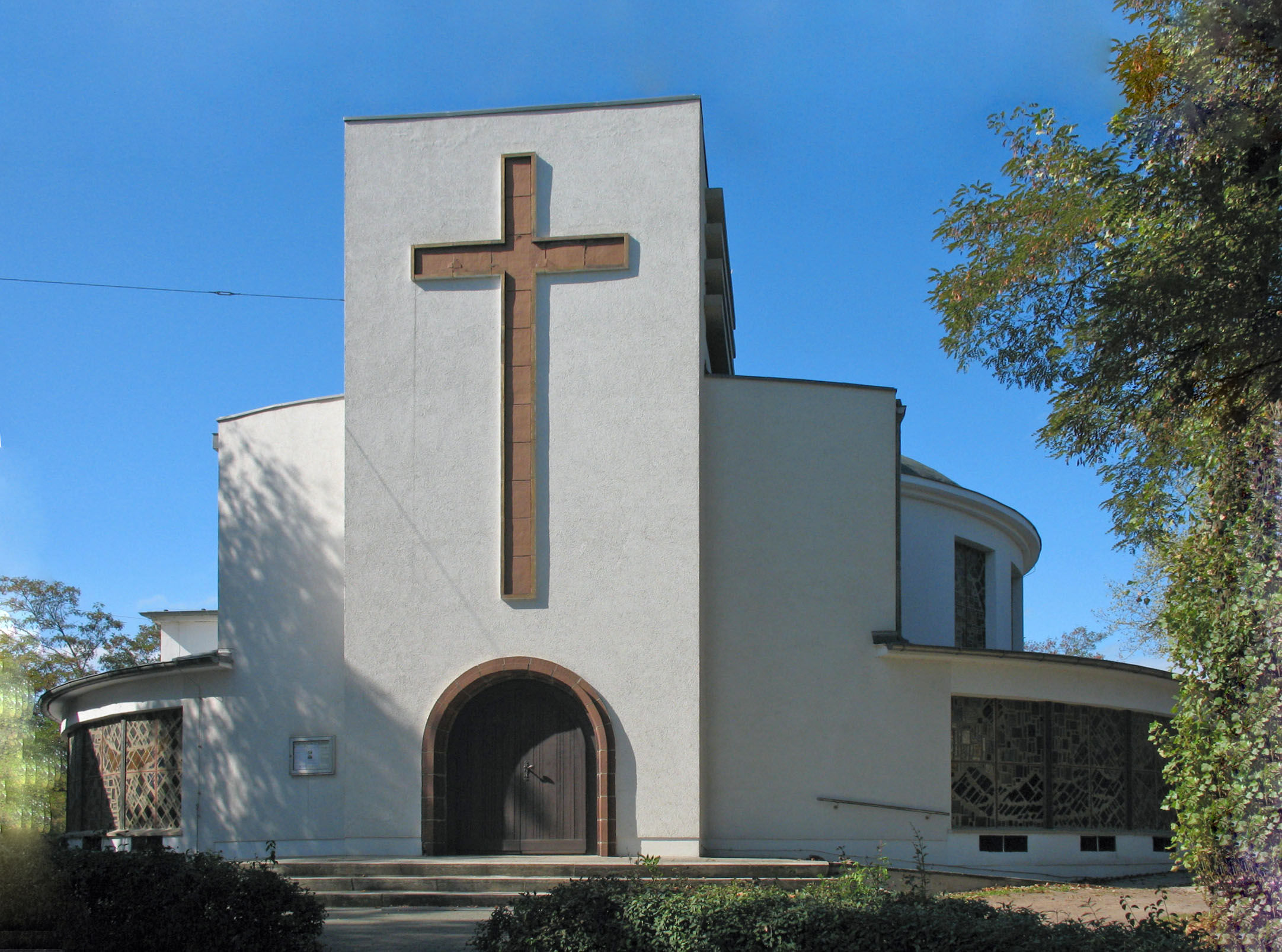
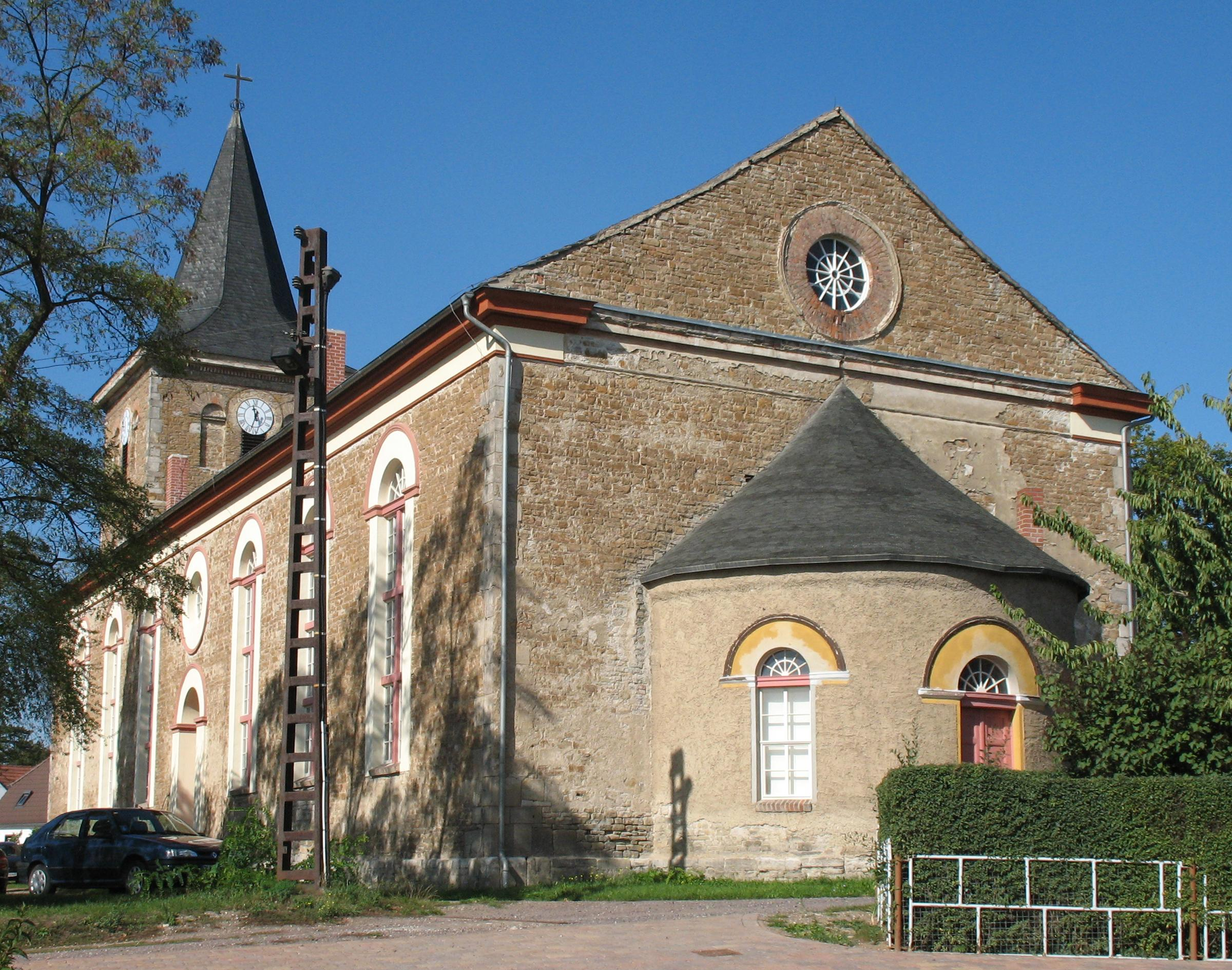